# Polynucleobacter paneuropaeus
Polynucleobacter paneuropaeus — вид протеобактерій родини Burkholderiaceae. Описаний у 2019 році.

## Поширення
Типовий штам був виділений з невеликого кислого озера в Норвегії. Інші штами були виділені з кислих та нейтральних озер у Фінляндії, Німеччині, Чехії, Австрії та Франції. Найбпівнічніше спостереження цього виду було зафіксовано в долині Пасвікдален у Фіннмарку, Норвегія, на широті близько 69° пн. ш., тоді як найпівденніше спостереження — в озері Крено на Корсиці, на широті близько 42° пн. ш.

## Опис
Аеробні, факультативно анаеробні, хемо-органотрофні, нерухомі, вільноживучі бактерії. Бактерія плаває у товщі води і є важливою частиною прісноводного бактеріопланктону.